# 斯約德·豪根多恩
斯約德·豪根多恩（荷蘭語：Sjoerd Hoogendoorn；1991年2月17日—）是一位荷蘭排球運動員。他現在效力於芬蘭排球球隊Vammalan Lentopallo。他也是荷蘭國家男子排球隊的一員。